# Steen van Dasjka
De steen van Dasjka (Russisch: (дашкин камень; Dasjkin kamen) is een steen die ten noordoosten van de stad Oefa zou zijn gevonden in de Russische autonome republiek Basjkirostan en die volgens sommige wetenschappers mogelijk tot 120 miljoen jaar oud is. De steen werd door wetenschapper Aleksandr Tsjoevyrov gevonden in een dorpje ten noordoosten van Oefa toen hij op zoek was naar bewijzen voor het verklaren van een theorie. De steen is 1,48 meter lang, 1,06 meter breed en 16 centimeter dik en is vernoemd naar zijn kleindochter Dasjka. 
De steen zou volgens hem een motief bevatten dat een 3-dimensionale landkaart weergeeft van Basjkirostan en inscripties bevatten die tot op heden niet kunnen worden herkend. De kaart zou volgens hem het werk zijn van "intelligente wezens" omdat de motieven op de steen alleen zouden kunnen zijn gemaakt met geavanceerde machines.
Nadat het verhaal was verschenen in de Pravda werd de steen onderwerp van speculaties over buitenaards leven.